# Правителство на Васил Радославов 3
Третото правителство на Васил Радославов е тридесет и пето правителство на Царство България, назначено с Указ № 26 от 23 декември 1913 г. (стар стил) на цар Фердинанд Сакскобургготски. Управлява страната до 21 юни 1918 г. (нов стил), след което е наследено от третото правителство на Александър Малинов.

## Политика
За да спечелят насрочените на 23 февруари 1914 г. парламентарни избори, либералите допускат мюсюлманите от Западна Тракия и Пиринска Македония да гласуват, без да имат българско гражданство. Направеният компромис с националните интереси вкарва в парламента мюсюлмански първенци, проводници на турската и германската политика (Турция е съюзник на Централните сили). В Западна Тракия и Пиринска Македония за сметка на българското население са запазени правата на турските бейове. Чрез мюсюлманските избиратели радослависткото правителство си осигурява мнозинство (126 от общо 245 депутатски места) в XVII обикновено народно събрание.

### По време на Първата световна война
Шест месеца по-късно започва Първата световна война. Повод за конфликта е убийството на австро-унгарския престолонаследник ерцхерцог Франц Фердинанд фон Хабсбург-Есте от сръбски националисти в Сараево, а причината е борбата между двата военни блока – Централните сили (Германия, Австро-Унгария, Италия до началото на 1915 г., когато преминава към Антантата, и Турция) и Антантата (Русия, Англия, Франция и т.н.) – за икономическо господство и ново преразпределение на света. Непосредствено след началото на конфликта българското правителство обявява официално, че ще спазва неутралитет „с пушки при нозе!“. Целта на декларацията е да се спечели време за възстановяване боеспособността на Българската армия и да се изчакат предложенията от двата воюващи блока за териториални придобивки на България. Първите контакти в тази посока са направени още преди началото на военните действия.

#### Нов български заем
След Междусъюзническата война българското правителство трескаво търси голям заем от Европа, за да покрие разходите по възстановяване на щетите, нанесени върху икономиката, закупуване на ново оръжие и устройването на над 200 хиляди бежанци от Македония и Източна Тракия. Традиционният кредитор на България – Франция, първоначално ѝ отказва заем. Едва след като германското банково обединение Дисконто-Гезелшафт предлага на царството заем от 500 милиона златни марки, французите и техните съюзници от Антантата се съгласяват да отпуснат изгоден заем на България в размер на 700 милиона франка. Предложението им обаче идва късно и на 2 юли 1914 г. Народното събрание ратифицира договор за финансово обвързване с Германия. Към заема е включена и клауза за отпускане на България на военна помощ в размер на 200 милиона лева, както и „получаване на военни материали, доколкото позволяват собствените германски нужди“.

#### Въвличане на България във войната
През първата половина на 1915 г. военните действия в Европа се водят с променлив успех. Тежките сражения изтощават воюващите страни и те активно търсят нови съюзници, чрез които да постигнат бърза победа. Особен интерес и за двата блока представлява България с нейното важно стратегическо местоположение и мощна армия. Включването ѝ във войната на страната на Антантата би довело до изолирането, бързата капитулация на Турция и контрол на Дарданелите. Оставени сами, Германия и Австро-Унгария едва ли биха могли да удържат натиска на Антантата по-дълго. Включването на България във войната на страната на Германия би довело до капитулация на Сърбия, обединяването на териториите и армиите на държавите от Централните сили и евентуално до присъединяването към тях на „колебаещите“ се Гърция и Румъния и др.
През лятото на 1915 г. натискът върху България за участието ѝ във войната се засилва. Съглашението предлага на България да нападне Турция и да окупира Източна Тракия до линията Мидия – Енос. Едновременно с това се гарантира връщането след войната и на други български земи – т.нар. безспорна зона, обхващаща голяма част от Македония. Германия обещава на България цяла Македония и част от Източна Тракия. На 6 септември 1915 г. между българското правителство и Високата порта е подписана спогодба. Към Царството са присъединени около 2000 квадратни километра по долината на река Марица. Същия ден е подписана и тайна спогодба между България и Гермния за съвместни военни действия срещу Сърбия. След разгрома ѝ цяла Сръбска Македония (спорна и безспорна част) и „Сръбската територия, находяща се на изток от следната линия, а именно: река Велика Морава с изходна точка Дунав до мястото, където се съединяват двата притока Българска Морава и Сръбска Морава, от тоя пункт линията следва водораздела на тия два притока, минава през гребена на Черногорието, пресича прохода Качаник, възкачва се до гребените на Шар планина, където достига границите на Санстефанска България...“, трябва да се присъедини към България.
Без да преценят правилно съотношението на силите между двата воюващи блока, българското правителство и цар Фердинанд I включват България във войната на страната на Централните сили. Голяма роля при вземането на това решение изиграват както предложението на Германия за национално обединение, така и неуспехите на войските на Антантата при десанта на Дарданелите. Опитите на опозицията (Народна партия, Прогресивнолиберална партия, БЗНС и БРСДП (т.с.) да отклонят България от съюза ѝ с Централните сили завършват без успех. Водачът на Българския земеделски народен съюз Александър Стамболийски е осъден за обида на монарха на доживотен затвор. На 23 декември същата година правителството на д-р Радославов обявява мобилизация. От армията са освободени офицерите русофили и завършва превъоръжаването ѝ с германско оръжие. На 14 октомври същата година цар Фердинанд I издава манифест, с който обявява война на Сърбия. Българските войски навлизат в Македония и по долините на реките Тимок и Нишава, разгромявайки сръбската армия. Заплашена от обкръжение, тя започва мъчително отстъпление през албанските планини, изоставяйки бойната си техника. Оцелелите сръбски войници, достигайки Адриатическото крайбрежие, са натоварени на италиански кораби и прехвърлени на остров Корфу.
Непосредствено след като българските войски започват настъпление в Македония, от Гърция в областта навлизат съглашенските войски. Към тях се присъединява реорганизираната и превъоръжена сръбска армия, прехвърлена от остров Корфу. В няколкодневните боеве българската армия разгромява съюзниците и започва преследването на отстъпващите им войски. Настъплението е прекратено със заповед от германското командване на гръцката граница (Централните сили не искат да дразнят неутрална Гърция, която все още се надяват да привлекат във войната на своя страна). Това дава възможност на съглашенските войски да се организират – войната се превръща в позиционна.
На 28 август 1916 г. Румъния, окуражена от руското настъпление на Източния фронт, обявява война на Австро-Унгария. Три дни по-късно българските войски започват настъпление в Южна Добруджа, освобождавайки Добрич и смятаната от западни военни специалисти за непревземаема крепост Тутракан. През декември същата година те достигат делтата на Дунав, а форсиралата месец преди това реката Трета армия влиза заедно с германски и австро-унгарски войски в Букурещ. Румъния обявява капитулация. На 2 декември същата година между България и Германия е сключено споразумение, съгласно което Южна Добруджа преминава под смесено българо-германско управление, а Северна Добруджа (линията Черна вода–Кюстенджа) трябва да остане като етапна база на Трета българска армия.

### Падане на правителството
През 1917 и началото на 1918 г. военните действия се водят с променлив успех, но докато държавите от Съглашението (към тях се присъединяват САЩ, Гърция, Китай и др.) успяват да компенсират загубите си в жива сила, бойна техника и суровини (Великобритания и Франция са най-големите колониални империи) Централните сили изпадат във все по-трудно положение. Гладът, мизерията, влиянието на Октомврийската революция и комунистическата пропаганда подкопават дисциплината и мотивацията за продължаване на войната сред българските войници. Зачестяват бунтовете сред армията и гражданското население. Недоволството на фронта и в тила, както и отказът на Германия да се присъедини Северна Добруджа към България (според подписания договор на 5 март 1918 г. и потвърден на 7 май същата година мирен договор между Централните сили и Румъния Южна Добруджа се дава на България, а Северна Добруджа минава под съвместно управление на Германия, Турция и България – т.нар. кондоминиум) са основните причини за падането на правителството на д-р Васил Радославов от власт.

## Съставяне
Кабинетът, оглавен от Васил Радославов, е образуван от представители на т.нар. Либерална коалиция, в която влизат Либералната (радославистка), Народнолибералната и Младолибералната партия.

### Кабинет
Сформира се от следните 9 министри:
| министерство                                | име | име                     | партия                          |
| ------------------------------------------- | --- | ----------------------- | ------------------------------- |
| председател на Министерския съвет           |     | Васил Радославов        | Либерална партия (радослависти) |
| народно просвещение                         |     | Петър Пешев             | Либерална партия (радослависти) |
| външни работи и изповедания                 |     | Васил Радославов (упр.) | Либерална партия (радослависти) |
| финанси                                     |     | Димитър Тончев          | Младолиберална партия           |
| вътрешни работи и народно здраве            |     | Васил Радославов        | Либерална партия (радослависти) |
| правосъдие                                  |     | Христо Попов            | Либерална партия (радослависти) |
| война                                       |     | Климент Бояджиев        | военен                          |
| търговия, промишленост и труда              |     | Жечо Бакалов            | Младолиберална партия           |
| земеделие и държавни имоти                  |     | Петър Динчев            | Народнолиберална партия         |
| обществени сгради, пътища и благоустройство |     | Добри Петков            | Народнолиберална партия         |
| железници, пощи и телеграфи                 |     | Никола Апостолов        | Народнолиберална партия         |

### Промени в кабинета

#### от 1 септември 1914*
| министерство | име | име        | партия |
| ------------ | --- | ---------- | ------ |
| война        |     | Иван Фичев | военен |

#### от 6 юли 1915*
| министерство | име | име          | партия |
| ------------ | --- | ------------ | ------ |
| война        |     | Никола Жеков | военен |

#### от 21 септември 1915*
| министерство                     | име | име              | партия                          |
| -------------------------------- | --- | ---------------- | ------------------------------- |
| външни работи и изповедания      |     | Васил Радославов | Либерална партия (радослависти) |
| вътрешни работи и народно здраве |     | Христо Попов     | Либерална партия (радослависти) |
| война                            |     | Калин Найденов   | военен                          |

#### от 7 септември 1916
| министерство                     | име | име                     | партия                          |
| -------------------------------- | --- | ----------------------- | ------------------------------- |
| вътрешни работи и народно здраве |     | Васил Радославов (упр.) | Либерална партия (радослависти) |

#### от 14 март 1917
| министерство                | име | име              | партия                  |
| --------------------------- | --- | ---------------- | ----------------------- |
| железници, пощи и телеграфи |     | Величко Кознички | Народнолиберална партия |

## Събития
- 2 юли 1914 – Народното събрание ратифицира договор за финансово обвързване с Германия, която отпуска заем на България в размер на 500 милиона златни марки. Към заема е включена и клауза за отпускане на България военна помощ в размер на 200 милионна лева, както и „получаване на военни материали, доколкото позволяват собствените германски нужди“.
- 6 септември 1915 – Между българското правителство и Високата порта е подписана спогодба, с която към Царството са присъединени около 2000 квадратни километра по долината на река Марица. Същия ден е подписана и тайна спогодба между България и Германия за съвместни военни действия срещу Сърбия.
- 23 декември 1915 – Правителството на д-р Радославов обявява мобилизация. От армията са освободени офицерите русофили, завършва превъоръжаването ѝ с германско оръжие.
- 14 октомври 1915 – Цар Фердинанд I издава манифест, с който обявява война на Сърбия.
- 1916 – Приемане на григорианския календар в България (смяната стар стил – нов стил), като 31 март е последван от 14 април.
- 28 август 1916 – Румъния, окуражена от руското настъпление на Източния фронт, обявява война на Австро-Унгария.
- 2 декември 1916 – между България и Германия е сключено споразумение, съгласно което Южна Добруджа преминава под смесено българо-германско управление, а Северна Добруджа (линията Черна вода–Кюстенджа) трябва да остане като етапна база на Трета българска армия.